# Serguéi Minayev
Serguéi Serguéyevich Minayev (en ruso: Серге́й Серге́евич Мина́ев, nacido el 25 de enero de 1975) es un escritor, presentador de radio y televisión, guionista, bloguero y empresario ruso.
La primera novela de Minayev "Dukhless. "The Tale of an Unreal Man" (2006) fue un éxito comercial; En 2008, sus libros tenían una circulación de más de un millón de copias. En 2012 el libro se convirtió en una adaptación cinematográfica.
De 2009 a 2012 condujo el programa "Honest Monday" en NTV, de 2011 a 2013 fue el autor y presentador del programa de internet "Minaev Live". Cofundador de Kontr TV (2012-2013). Desde 2019, ha estado desarrollando su propio canal de YouTube sobre temas históricos.
De octubre de 2016 a febrero de 2022, fue redactor jefe de la edición rusa de la revista Esquire. El actual editor en jefe de la revista Rules of Life (el nuevo nombre de la revista Esquire en Rusia).

## Carrera
Minayev se graduó en la Universidad Estatal Rusa de Humanidades en 1998. De 2008 a 2011 trabajó en Radio Mayak y presentó el programa "Танцы с волками" ("Bailando con lobos") y el programa "Игры идиотов" (Juegos de idiotas) en el canal A-One junto con Igor Goncharov. De 2009 a 2012 trabajó en el canal NTV y presentó el programa "Честный понедельник" ("Lunes honesto"). De 2011 a 2013 presentó el programa de internet "Mинаев LIVE".

## Vida personal
Minayev se ha casado dos veces y tiene una hija de su primer matrimonio y un hijo del segundo.
Minayev fue expulsado de la plataforma de redes sociales, Clubhouse, el 21 de febrero de 2021 después de participar en un panel sobre feminismo.